# پشه‌های لوله‌ابریشمی
پشه‌های لوله‌ابریشمی (نام علمی: Diadocidiidae) نام یک تیره از فروراسته هم‌نشین‌ریختان است.